# Mitridate, re di Ponto

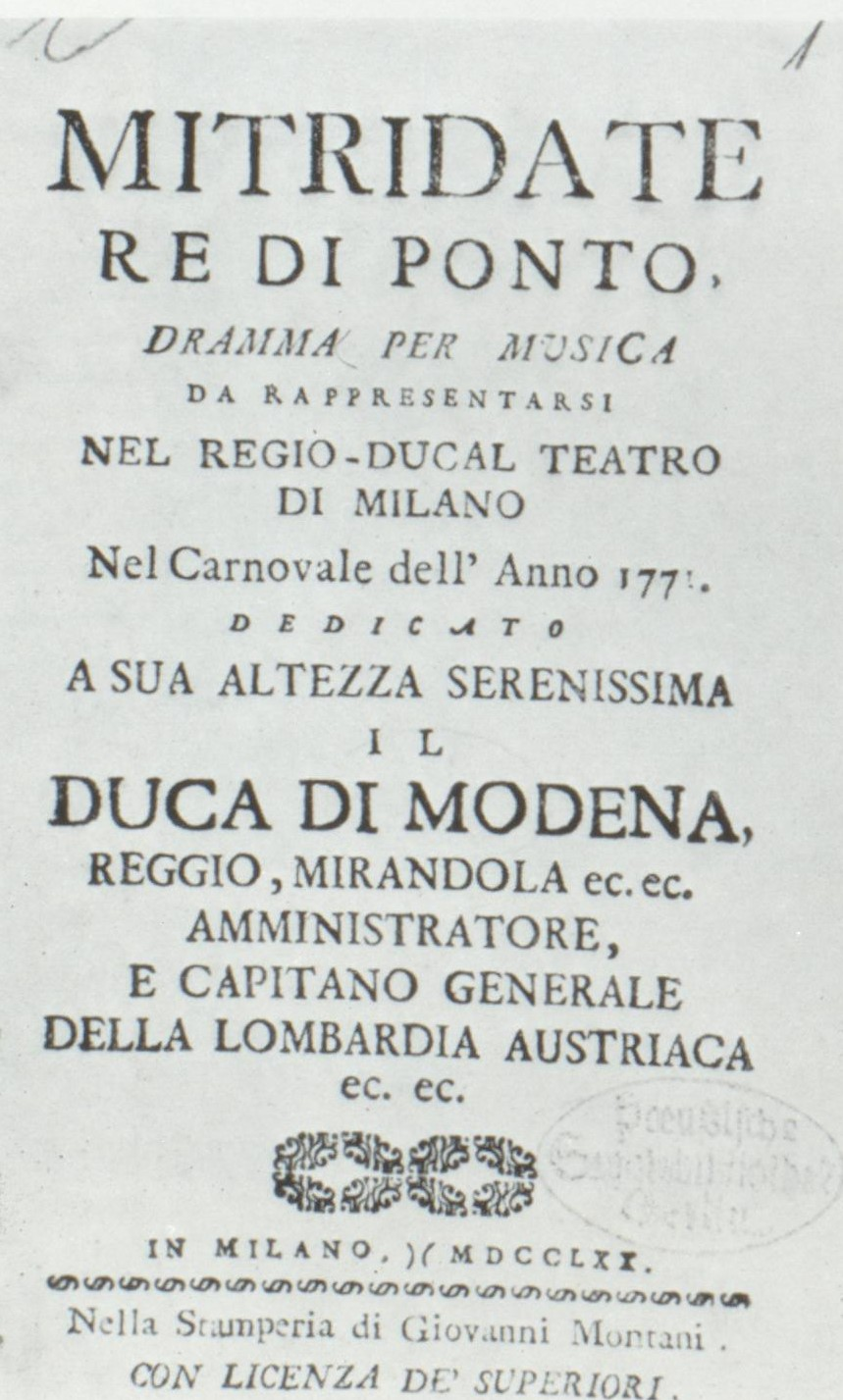
Mitridate, re di Ponto (1770)

Mitridate, re di Ponto von Wolfgang Amadeus Mozart ist eine Opera seria in drei Akten (KV 87 [74a]), die 1770 am Teatro Regio Ducale in Mailand uraufgeführt wurde. Der Text stammt von Vittorio Amedeo Cigna-Santi nach dem Drama Mithridate von Jean Racine in der italienischen Übersetzung von Giuseppe Parini.

## Handlung
Basierend auf dem gleichnamigen Bühnenstück von Jean Racine handelt es sich bei der Titelfigur um König Mitridates VI. Eupator (132-63 v. Chr.), den König von Pontus, dessen Reich große Küstengebiete an der südlichen Schwarzmeerküste umfasste. Mitridate hat während eines Feldzuges gegen die sich in Kleinasien ausbreitenden Römer seine junge Verlobte, die griechische Prinzessin Aspasia, in der Stadt Ninfea auf der Krim in der Obhut seiner beiden Söhne, Sifare und Farnace, zurückgelassen. Er lässt die Nachricht von seinem Tod verbreiten, um seine beiden Söhne auf die Probe zu stellen. Diese – politische Gegner in ihren jeweiligen Sympathien für die Griechen und die Römer – buhlen um die Gunst der Verlobten ihres Vaters.

### Erster Akt
Aspasia bittet Sifare, sie vor den Avancen Farnaces zu beschützen. Sifare nutzt diese Bitte, nicht nur seinen Schutz anzubieten, sondern ihr auch seine Liebe zu gestehen. Farnace, der die ihm zugedachte Braut Ismene, Tochter des Königs von Parthien, kühl ignoriert, macht Aspasia das Angebot, sie zu seiner Königin zu machen. Aspasia weist Farnace zurück, und als dieser sie bedroht, schreitet Sifare ein.
Arbate, der Statthalter von Nymfea, meldet, dass Mitridate lebt und gerade die Stadt erreicht. Aspasia ist hin- und hergerissen zwischen ihren Pflichten gegenüber Mitridate und ihrer aufrichtigen Liebe zu Sifare. Dem Vorstoß Farnaces, die Rückkehr des Vaters zu vereiteln, verweigert sich Sifare aus Loyalität seinem Vater gegenüber. Daraufhin wiegelt Farnace den römischen Tribun Marzio auf, gegen Mitridate zu rebellieren.
Nach verlorener Schlacht landet Mitridate im Hafen von Ninfea und vertraut Arbate an, dass er selbst die Gerüchte um seinen Tod in Umlauf gebracht hat, um seine Söhne auf die Probe zu stellen. Als er von Farnaces Avancen an Aspasia hört, beschließt er, diesen zu bestrafen.

### Zweiter Akt
Als Farnace Ismene erzählt, dass er sie nicht liebe, droht diese, Mitridates zu rufen. Trotz der Warnung Farnaces vor den möglichen Konsequenzen, vertraut sich Ismene Mitridate an. Dieser sichert ihr zu, dass Farnace für diese Beleidigung bezahlen müsse, und preist den zweitgeborenen Sohn Sifare als viel würdigeren Ehemann an. Auf seine Ankündigung, Aspasia nun schnell heiraten zu wollen, reagiert diese zurückhaltend, sodass Mitridate vermutet, sie habe ihn mit Farnace betrogen. Mitridate ruft Sifare herbei und lobt ihn für seine Loyalität. Nachdem Aspasia und Sifare allein sind, versichern sie sich gegenseitig ihrer Liebe, beschließen aber aus Pflichtbewusstsein, sie zu unterdrücken und sich zu trennen.
Mitridate verdächtigt Farnace, mit den Römern zu kollaborieren. Er sieht sich bestätigt, als Farnace seinem Plan, die Römer anzugreifen, widerspricht und ihm rät, das Friedensangebot der Römer anzunehmen. Als Mitridate ihn daraufhin entwaffnen und abführen lassen will, gesteht Farnace seine Schuld, verrät aber auch, dass Sifare und Aspasia einander lieben. Mitridate stellt daraufhin Aspasia auf die Probe, indem er sie auffordert, sich nicht für ihn, sondern für einen seiner Söhne zu entscheiden. Aspasia offenbart ihre Liebe zu Sifare, woraufhin Mitridate sie und seine beiden Söhne zum Tode verurteilt. Sifare drängt Aspasia, sich mit Mitridate zu versöhnen und ihn zu heiraten. Doch sie lehnt ab, und so beschließen die Liebenden, gemeinsam zu sterben.

### Dritter Akt
Ismene versucht zu vermitteln und bittet Mitridate, Aspasia zu verschonen. Auf Aspasias Fragen, was mit Sifare geschehen sei, sagt man ihr, dass sie noch immer sein Leben retten könne, wenn sie Mitridate heirate, doch sie lehnt ab.
Arbate verkündet, die römischen Truppen seien gelandet und hätten die Truppen Mitridates in die Flucht geschlagen. Mitridate eilt zu seinen Truppen. Als man Aspasia einen Kelch mit Gift gibt, will sie ihn in der Hoffnung, endlich Ruhe zu finden, leeren. Indes stürmt Sifare herein. Er hält es nun für seine Pflicht, dem Vater im Kampf beizustehen. Farnace ist von einer römischen Söldnertruppe befreit worden. Als Marzio ihm jedoch den Thron anbietet, plagt Farnace das Gewissen, und er kündigt an, auf Aspasia und seine politischen Ambitionen zu verzichten und stattdessen dem Pfad der Pflicht, des Ruhmes und der Ehre folgen zu wollen.
Mitridate hat sich in sein eigenes Schwert gestürzt, um nicht den Römern in die Hände zu fallen. Er lobt Sifare für dessen Loyalität, verzeiht Aspasia und gibt dem Paar seinen Segen. Ismene teilt mit, dass Farnace die Römer zurückgeschlagen und ihre Schiffe in Brand gesetzt habe. Daraufhin vergibt der sterbende Mitridate auch ihm. Aspasia, Sifare, Ismene, Farnace und Arbate stimmen in den Chor des Widerstandes gegen die römische Tyrannei ein.

## Entstehungsgeschichte
Den Kompositionsauftrag zu der Oper erhielt der damals 14-jährige Wolfgang während seiner ersten Italienreise, die er mit seinem Vater Leopold Mozart unternahm. Sie war für die Eröffnung der Saison 1770/71 am Mailänder Teatro Regio Ducale (dem Vorgänger des Teatro alla Scala) vorgesehen. Das Libretto erhielt Mozart allerdings erst vier Monate später, so dass er die Komposition innerhalb von fünf Monaten fertigstellen musste. Die Premiere am 26. Dezember 1770 war erfolgreich; es sangen u. a. Antonia Bernasconi als Aspasia, der Soprankastrat Pietro Benedetti als Sifare und der Tenor Guglielmo d’Ettore als Mitridate. Es gab in Mailand insgesamt 23 Aufführungen. Allerdings wurde das Werk anschließend zwei Jahrhunderte lang nicht mehr gespielt. Erst 1971, nach seinem Erscheinen in der Neuen Mozart-Ausgabe, gab es im Rahmen der Salzburger Festspiele wieder eine Produktion in einer Inszenierung von Wolfgang Weber unter der musikalischen Leitung von Leopold Hager.

## Aufnahmen (Auswahl)
- mit Werner Hollweg, Arleen Augér, Edita Gruberová, Agnes Baltsa, Ileana Cotrubaș u. a.,  Mozarteumorchester Salzburg, Leopold Hager (3 CDs; in: Complete Mozart Edition - Early Italian Operas, Philips; Aufnahme ursprünglich: Deutsche Grammophon, 1977/1978)
- mit Gösta Winbergh, Yvonne Kenny, Ann Murray, Anne Gjevang, Joan Rodgers u. a., Concentus Musicus Wien, Nikolaus Harnoncourt (DVD, Deutsche Grammophon, 1986)
- mit Giuseppe Sabbatini, Cecilia Bartoli, Natalie Dessay, Brian Asawa, Sandrine Piau u. a., Les Talens Lyriques, Christophe Rousset (3 CDs; Decca, 1998/1999)
- mit Barry Banks, Miah Persson, Sophie Bevan, Lawrence Zazzo, Klara Ek u. a., The Orchestra of Classical Opera, Ian Paige (4 CDs; Signum Records, 2014; Gesamtaufnahme mit Ersteinspielungen von 7 Arien und einem Duett)
- mit Michael Spyres, Julie Fuchs, Elsa Dreisig,  Paul-Antoine Bénos-Dijan, Sabine Devieilhe u. a., Les Musiciens du Louvre, Marc Minkowski (3CDs; Erato/Warner, 2021)